# El ladrón de Bagdad (película de 1940)
El ladrón de Bagdad (The Thief of Bagdad) es una película británica de fantasía y aventuras del año 1940 producida por Alexander Korda y dirigida por Michael Powell, Ludwig Berger y Tim Whelan, con contribuciones a la dirección aportadas por los hermanos Vincent y Zoltan Korda, y William Cameron Menzies. Los actores principales son Sabu, Conrad Veidt, John Justin y June Duprez. Originalmente, en lugar de contratar a June Duprez, Alexander Korda había intentado contratar a Vivien Leigh para el papel de la princesa, pero Leigh se fue a Hollywood para estar con Laurence Olivier.

## Acerca de la película
Esta producción es una nueva versión de la película de 1924 del mismo título. Ambas obras cinematográficas se distinguen por una serie de diferencias notables, y una de ellas es que en esta versión de 1940 el ladrón y el príncipe son dos personajes separados (encarnados respectivamente, en la pantalla, por Sabu y por John Justin). Aunque esta versión fue producida en Inglaterra por London Films (la compañía británica de Alexander Korda), debido al inicio de la Segunda Guerra Mundial el rodaje fue completado en California.
El 27 de febrero de 1941, durante la ceremonia de los Óscar concedidos a las películas de 1940, El ladrón de Bagdad fue galardonada con tres Premios Óscar, uno de ellos el de los mejores efectos especiales, marcando el momento en que se aplicó por primera vez en la historia del cine la técnica de la sobreimpresión de imagen mediante pantalla azul.
En esta película de 1940, los personajes y las situaciones se inspiran vagamente en la obra literaria clásica Las mil y una noches. La película está parcialmente narrada mediante analepsis, como ya era el caso de Las mil y una noches.

## Sinopsis argumental
Ahmad (John Justin), el ingenuo califa (rey) de Bagdad, se deja convencer por su pérfido gran visir, Jaffar (Conrad Veidt), de que, si lo desea, puede deambular por las calles de la ciudad disfrazado de mendigo para de este modo conocer mejor a sus súbditos (a la manera en que supuestamente lo hizo su abuelo, Harún al-Rashid). Pero esta proposición aparentemente llena de buenas intenciones es en realidad una trampa tendida por Jaffar para que Ahmad, verdadero rey de Bagdad, sea tomado por loco en cuanto, estando todavía disfrazado de mendigo, haya intentado revelar en público su verdadera identidad de rey. Es esto último lo que efectivamente acaba por suceder, permitiendo a la guardia de Bagdad, al servicio de Jaffar, el encarcelamiento de Ahmad.
Al poco tiempo de ser encarcelado, Ahmad ve cómo los carceleros encierran en su mismo calabozo a Abú (Sabu), un joven ladrón que vive de todo cuanto roba en los mercados públicos del reino. Ambos tendrán que ser decapitados al amanecer pero Abú es un hábil ladrón y ha conseguido robar la llave del calabozo. Caída ya la noche, en vez de esperar a ser ejecutados, los dos prisioneros se liberan mientras los guardias duermen y, tras robar una faluca, viajan por vía fluvial hasta Basora.
Una vez en Basora los dos fugitivos sobreviven gracias a los hurtos practicados por Abú hasta que llega un séquito del que todo el mundo huye. Ahmad y Abú aprenden por un apresurado mercader que la razón de tal revuelo se debe a que en el séquito viaja la princesa de Basora y que por decreto del sultán, su celoso padre (Miles Malleson), todo aquel que ve a la princesa con sus propios ojos es inmediatamente condenado a muerte. Pero tanto Ahmad como Abú son valientes y, por curiosidad, se esconden de la vista del séquito y esperan el paso del elefante blanco en que es transportada la princesa de Basora. En cuanto Ahmad ve el rostro de la princesa se enamora profundamente de ella. Esa misma noche va a palacio y, mediante una treta, consigue entrevistarse con ella para declararle su amor. La princesa corresponde al amor de Ahmad y le promete que concederá en que vuelvan a verse.
Al día siguiente Jaffar, que se ha proclamado rey de Bagdad, le hace una visita al sultán de Basora. El sultán siente una pasión ciega por su colección de autómatas y juguetes mecánicos, y Jaffar, para ganarse la mano de la hija del sultán, le ha traído un caballo mecánico volador con el que puede surcar los cielos quien lo monte. A cambio del caballo, Jaffar exige la mano de la princesa, pues la ha visto mediante su bola de cristal. Jaffar es efectivamente un mago muy poderoso y el caballo es en realidad un artefacto encantado mediante un sortilegio. Pero el sultán desea tanto el caballo que accede a que se celebre el matrimonio. La princesa, que ha estado oyendo esta conversación mientras estaba escondida detrás de una celosía, rechaza casarse con el malvado Jaffar y huye a Samarcanda, pues su hermana es la esposa del sultán de allí. La guardia anuncia al poco tiempo al sultán que su hija ha desaparecido y que dos mendigos (Ahmad y Abú) han sido capturados en los jardines del palacio. Cuando los traen ante el sultán, Ahmad reconoce al hombre que se encuentra a su lado, Jaffar, y lo reta en duelo, jurando ante el sultán de Basora que él, Ahmad, es el verdadero rey de Bagdad. Jaffar recurre entonces inmediatamente a sus poderes y arroja un maleficio sobre los pobres Ahmad y Abú: Ahmad pierde la vista y Abú es transformado en su perro lazarillo. Pero Jaffar establece también que el maleficio se romperá en cuanto pueda estrechar a la princesa entre sus brazos. 
Tras una serie de tribulaciones la princesa vuelve a la corte, pero al estar profundamente apenada por la ausencia de su querido Ahmad, cae en un sopor mágico del que solo Ahmad podrá despertarla. Jaffar trae entonces a Ahmad y a Abú al palacio para que la princesa pueda derpertar de su misterioso y prolongado sueño. Cuando la princesa despierta ésta aprende con desespero que su amado es ciego. La princesa accede entonces a la sugerencia de Halima (Mary Morris), una servidora de Jaffar, en montar a bordo del barco de Jaffar, pues Halima afirma que en dicho barco hay un médico capaz de curar a Ahmad de su ceguera. Es solo una verdad a medias ya que el médico en cuestión no es otro que Jaffar mismo, quien hace prisionera a la princesa, no solo manteniéndola a bordo sino también, surcando los mares, alejándola de Ahmad. Para devolver la vista a Ahmad la princesa accede a dejarse coger en brazos por Jaffar, lo cual rompe acto seguido el maleficio. En cuanto Ahmad recupera la vista y Abú recobra su forma humana, ambos se embarcan para acabar con Jaffar, rescatar a la princesa y restaurar el verdadero trono de Bagdad.

## Reparto
- Conrad Veidt: Jaffar, el gran visir de Bagdad, consejero del rey Ahmad.
- Sabu: Abú, un ladrón que vive en Bagdad.
- June Duprez: la princesa de Basora.
- John Justin: Ahmad, el rey de Bagdad.
- Rex Ingram: el genio.
- Miles Malleson: el sultán de Basora, padre de la princesa.
- Morton Selten: el viejo rey.
- Mary Morris: en los papeles de Halima (la agente de Jaffar) y la dama de plata (el juguete mecánico utilizado para matar al sultán de Basora).
- Bruce Winston: el mercader.
- Hay Petrie: el astrólogo.
- Adelaide Hall: la cantante.
- Roy Emerton: el carcelero.
- Allan Jeayes: el narrador.

### Sin acreditar
- Leslie Phillips: un niño de la calle en el mercado
- Cleo Laine: una niña de la calle en el mercado

## Producción

### Efectos especiales
La película cuenta con decorados y maquillajes elaborados, así como con diferentes tipos de efectos especiales. En esta disciplina se ha hecho célebre por ser la primera en incluir la técnica de la sobreimpresión de imagen llamada «croma» o «clave de color». De los planos de la película, en los que se recurrió a esta técnica, uno de los primeros en ser así obtenidos fue el del genio saliendo de una botella de vidrio, aunque no fuese el primero en el orden de aparición en la película. Otra célebre secuencia de la película, obtenida mediante clave de color, es la del caballo volador que el gran visir Jaffar ofrece al Sultán de Basora.
Los maquillajes de la película, muy elaborados, fueron llevados a cabo por el inglés Stuart Freeborn, aunque no se le mencionara al final en los títulos de crédito. Años más tarde Freeborn se convertiría en un célebre maquillador y diseñador de criaturas. Se le recuerda sobre todo por las máscaras y los disfraces de los australopitecos de la película 2001: A Space Odyssey (1968) y, en la trilogía original de La guerra de las galaxias (1977-1983), la máscara y el disfraz del wookiee Chewbacca y la marioneta del maestro Yoda.

## Premios y candidaturas
La película fue galardonada con tres Premios de la Academia (u «Óscars»): el Óscar a la mejor fotografía (Georges Périnal), el Óscar a la mejor dirección artística (Vincent Korda) y el Óscar a los mejores efectos especiales (Lawrence W. Butler y Jack Whitney).
También fue candidata a la recepción del Óscar a la mejor música (de Miklós Rózsa), pero lo ganó el largometraje animado de Disney Pinocho.